# Виходний (Кольський район)
Виходний (рос. Выходной) — станція у Кольському районі Мурманської області Російської Федерації.
Населення становить 22 особи. Належить до муніципального утворення Молочненське міське поселення .

## Населення
| 2002 | 2010 | 2012 | 2013 | 2014 | 2015 | 2016 |
| ---- | ---- | ---- | ---- | ---- | ---- | ---- |
| 98   | ↘37  | ↘29  | ↘28  | ↗29  | ↘24  | ↘22  |
| 2017 | 2018 | 2019 |      |      |      |      |
| ↘21  | →21  | ↗22  |      |      |      |      |